# كلاركيوس
كلاركيوس (بالفرنسية: Clarques)‏ هي بلدية تقع في إقليم باد كاليه من منطقة نور با دو كاليه في شمال فرنسا. تبلغ مساحة هذه المدينة 6.96 (كم²)، وترتفع عن سطح البحر 66 م، يبلغ عدد سكانها 233 نسمة حسب إحصاء المعهد الوطني للإحصاء والدراسات الاقتصادية سنة 2009 م. وترأس René Allouchery البلدية خلال فترة (2001-2008).